# ザッポネータ
ザッポネータ（イタリア語: Zapponeta）は、イタリア共和国プッリャ州フォッジャ県にある、人口約3,400人の基礎自治体（コムーネ）。

## 地理

### 位置・広がり

#### 隣接コムーネ
隣接するコムーネは以下の通り。括弧内のBTはバルレッタ＝アンドリア＝トラーニ県所属を示す。
- チェリニョーラ
- マンフレドーニア
- マルゲリータ・ディ・サヴォイア (BT)
- トリニターポリ (BT)